# Bateri (Sprache)
Bateri (बटेरी) ist eine dardische Sprache, die im pakistanischen Distrikt Chitral gesprochen wird. Die Sprache wird von rund 30.000 Menschen gesprochen und ist am nächsten mit Khowar, Ushojo und Kalash-mum verwandt.
Bateri wird in persoarabischer und Devanagari-Schrift geschrieben.